# Стражник (връх)
Стражник (до 1 февруари 1989 г. Курджилък) е връх в Ковашкия дял на Рила, висок е 2469 m.
Старото му име произлиза от турската дума „куруджия“, която означава „пазач на гора“. Съседни върхове са Ковач от север и Лопатишки връх от юг. В южна посока от върха се намира безезерния циркус Гроход. Макар и новото му име да е Стражник, върхът все още е познат сред местните като Курджилък, а трите връха Курджилък, Лопатишки и Средния са наричани Белишки вапи.
Върхът е достъпен от местността „Нехтеница“, откъдето се тръгва по черния път по посока Сухото езеро. След 15-минутно ходене, от местност известна като ТМС-то се тръгва по поречието на Малка баненска река в западна посока. Пътеката е сгушена между клекове и се пада от лявата страна на реката по време на изкачването.
- Стражник, погледнат от север
- Стражник, сниман от изток